# Wasserturm Markgröningen
Der Wasserturm Markgröningen wurde 1990 am nördlichen Stadtrand von Markgröningen errichtet. Der 45 Meter hohe Wasserturm steht rechts der Straße nach Unterriexingen im Gewann Bracke auf 310 Metern Höhe. Er dient dem Städtischen Wasserwerk Markgröningen zur Trinkwasserversorgung der Kernstadt. Sein weit auskragender Hochbehälter aus Stahlbeton hat ein Speichervolumen von 1000 Kubikmetern. An der Turmspitze befinden sich Mobilfunkantennen. 

## Umfeld

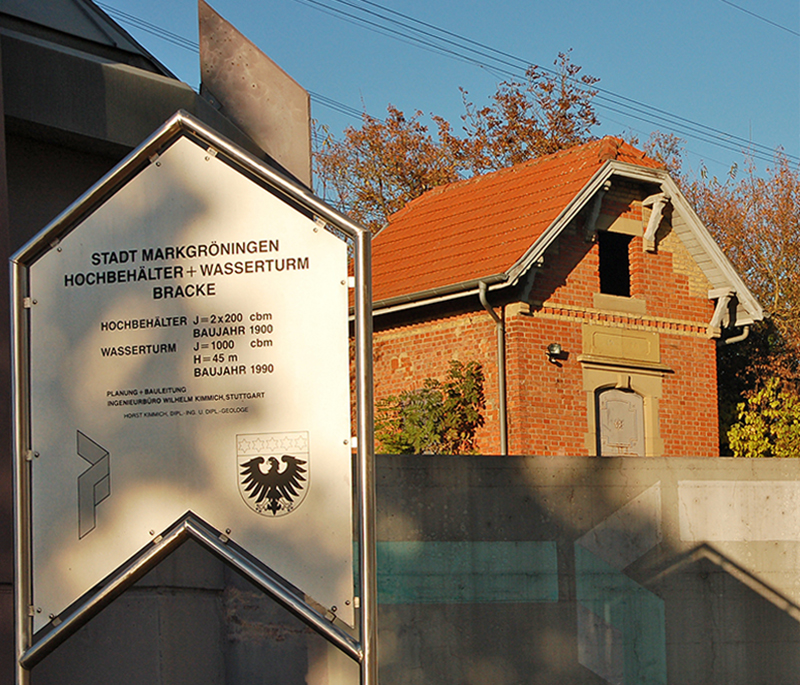
Info-Tafel zu Wasserturm und Wasserhäusle

Das weithin sichtbare Bauwerk steht neben dem 1900 erbauten „Wasserhäusle“ mit zwei Hochbehältern à 200 Kubikmetern, das denkmalgeschützt ist.
Neben dem Wasserturm wurde 2013 ein Grillplatz eingerichtet.